# Mimolaia buckleyi
Mimolaia buckleyi là một loài bọ cánh cứng trong họ Cerambycidae.